# Amontada (ort)
Amontada är en ort i Brasilien.   Den ligger i kommunen Amontada och delstaten Ceará, i den östra delen av landet, 1 600 kilometer nordost om huvudstaden Brasília. Amontada ligger 37 meter över havet och antalet invånare är 13 520.
Terrängen runt Amontada är platt. Det finns inga andra samhällen i närheten.
Omgivningarna runt Amontada är huvudsakligen savann. Runt Amontada är det ganska tätbefolkat, med 108 invånare per kvadratkilometer.